# Херлихи, Морис
Морис Херлихи (англ. Maurice Herlihy; род. 4 января 1954, США) — американский ученый в области информатики, специализирующийся на теме синхронизации в мультипроцессорах. Херлихи внес вклад в такие области как теоретические основы неблокирующей синхронизации, линиаризируемые структуры данных, приложение комбинаторной топологии к распределенным вычислениям, а также программная транзакционная память. Он занимает должность профессора информатики в Брауновском Университете, где он работает с 1994 года.

## Награды
- 2003 Премия Дейкстры[6] за работу «Wait-Free Synchronization»[7]
- 2004 Премия Гёделя[8] за работу «The Topological Structure of Asynchronous Computation»
- 2005 действительный член Ассоциации вычислительной техники[9]
- 2012 Премия Дейкстры[10] за работу «Transactional Memory: Architectural Support for Lock-Free Data Structures»[11]
- 2013 Премия Уоллеса Макдауэлла[12][13]
- 2013 Национальная инженерная академия США[14]
- 2014 действительный член Национальной академии изобретателей[15]
- 2015 член Американской академии искусств и наук[16]

## Книги
- Maurice Herlihy, Dmitry Kozlov, Sergio Rajsbaum. Distributed Computing Through Combinatorial Topology (англ.). — Morgan Kaufmann, 2013. — 336 p. — ISBN 0124045782.
- Maurice Herlihy, Nir Shavit. The Art of Multiprocessor Programming (англ.). — Morgan Kaufmann, 2011. — 528 p. — ISBN 7111247353.
- Maurice Herlihy, Nir Shavit. The Art of Multiprocessor Programming, Revised Reprint (англ.). — Morgan Kaufmann, 2012. — 536 p. — ISBN 0123973376.